# سينوا (مقاطعة تشالوس)
سينوا (بالفارسية: سینوا) هي قرية تقع في قسم كلارستاق الشرقي الريفي (مقاطعة تشالوس) في إيران. يقدر عدد سكانها بـ 1,342 نسمة .